# Black Berlin Biennale for Contemporary Art and Discourse
Die Black Berlin Biennale for Contemporary Art and Discourse (BBB) ist eine Ausstellung internationaler zeitgenössischer Kunst, die 2012 von Afrotak TV cyberNomads begründet wurde, um die ihrer Auffassung nach falsche Darstellung von Minderheiten in der Kunst und die stereotype Verwendung von Bildern von Menschen afrikanischer Abstammung in der Kunstszene zu bekämpfen. Seit 2016 ist Black Berlin Biennale offizielles Event der UN Dekade for People of African Descent. Die Black Berlin Biennale findet im zweijährlichen Rhythmus an wechselnden Orten vom Ende August bis Ende Oktober in Berlin statt und wird von Adetoun Küppers-Adebisi und Michael Küppers-Adebisi mit Fokus auf Interventionen in den öffentlichen Raum kuratiert. Die Black Berlin Biennale wird seit 2012 von der Amadeo Antonio Stiftung gefördert.

## Chronologie der Ausstellungen
Die 1. Black Berlin Biennale (2012) fand unter dem Titel statt: FORGET FEAR – VÖLKERMORD VERJÄHRT NICHT. Sie wurde im Rahmen des KENAKO Afrika Festivals auf dem Alexanderplatz in Berlin realisiert.
Die 2. Black Berlin Biennale (2016) fand unter dem Titel statt: NO FEAR OF CONTENT – NO AMNESTY ON GENOCIDE. Sie wurde realisiert in Kooperation mit dem Project Space Festival Berlin, der Stiftung Neue Kultur und erstmals dem Kunsthaus Kule, das seither Stammlocation der Black Berlin Biennale ist. Die Black Berlin Biennale 2016 zeigte erstmals das 12 × 10 m große Plakat, das als künstlerischer Beitrag im Rahmen einer Fassadenausstellung die Präsenz einer eigenständigen schwarzen Perspektive als großformatige Intervention und Kommentar in den Berliner Stadtraum kommuniziert. Seit 2016 ist das Kunsthaus Kule eine Stamm-Location der BBB.
Die 3. Black Berlin Biennale (2018) fand unter dem Titel statt: WE NEED ANOTHER (S)HE-R-O - NOTHING ABOUT US WITHOUT US ANYTHING ABOUT US WITHOUT US IS AGAINST US. Sie wurde von der UNESCO Deutschland (Sektion Kultur) auf ihrer Webseite gefeatured und im Rahmen der UN-Dekade for People of Africain Descent von der Senatsverwaltung für Justiz, Verbraucherschutz und Antidiskriminierung finanziell unterstützt. Die Black Berlin Biennale 2018 fand statt in Kooperation u. a. mit der Stiftung Neue Kultur, der Initiative Schwarze Deutsche e. V. und Berlin Postkolonial e. V. die im Institut Français zeitgleich einen Herero/Nama-Kongress veranstalteten. Berlin Global Village e.V. konnte von AFROTAK TV cyberNomads als weiterer Kooperationspartner in Neukölln gewonnen werden und zeigte ebenfalls eine großformatige Fassadeninstallation.
Die 4. Black Berlin Biennale (2020) fand statt unter dem Titel: AFROPHOBIA – EVERY BREATH YOU TAKE GLOBAL DECOLONIAL FREEDOM FIGHTS OF THE 20TH & 21ST CENTURY in Museums and in Reality. From German Colonial Genocide to Black Lives Matter. Development Cooperation, Interventions & Innovative Approaches to didactics, museum contents & the rising Right Wing Extremism. Erneut wurde in Kooperation mit Berlin Global Village e. V. auch in Neukölln eine großformatige Fassadeninstallation realisiert. Stiftung Neue Kultur kooperierten genauso, wie Decolonize Berlin e. V. – im Rahmen der von diesen organisierten Zukunftskonferenz verabredet.

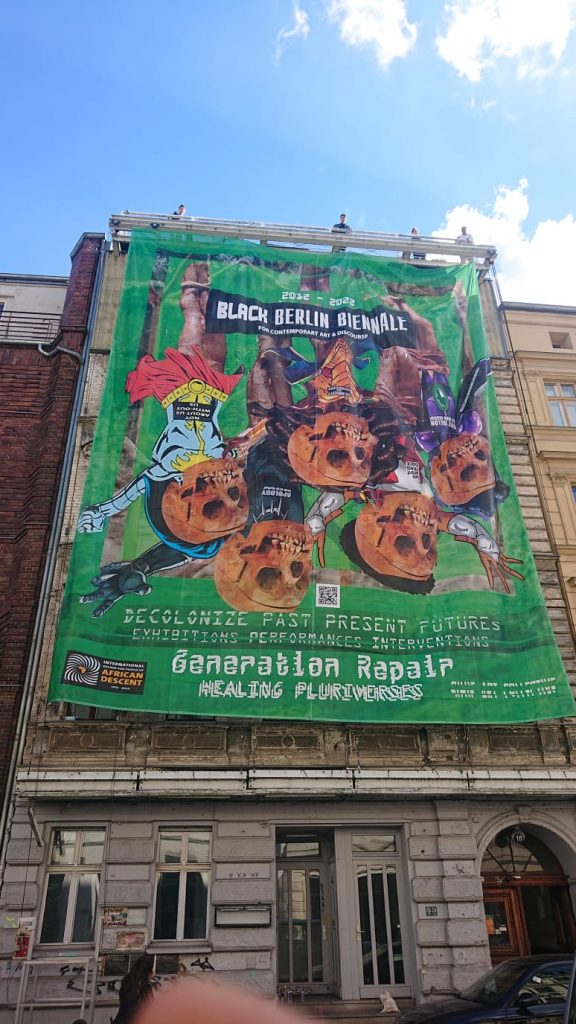
2022 Black Berlin Biennale for contemporary Art and Diskurs 01 AFROTAK TV cyberNomads Generation Repair

Die 5. Black Berlin Biennale (2022) fand statt unter dem Titel: Generation Repair - Healing Pluriverses - Decolonize Past Present Futures. Erstmalig wurde neben dem Kultur-Kultur-Medien und Diskursprogramm unter dem Titel Generation Repair – Transnationale Dialoge Namibia Deutschland auch ein Buch publiziert. Das Buch stellt 15 Aktivisten aus Namibia vor, die ihre Perspektive auf den Aushandlungsprozess zwischen Deutschland und Namibia auswerten und die anhaltenden Auswirkungen des Genozids in der Gegenwart thematisieren. Unter dem Titel „Die Gesänge der Yemanjah und des Morpheus“ fand auch das Libretto zur ersten Post-Genozid Oper der People of African Descent Eingang in das Buch.

## Publikationen

### Als Herausgeber
- 2013: Kurz-Film, „Metamorphosis – Effects of Cultural Sterotypes“ (sic), 4 min.,
- 2013: Black Education Report, Feature, 9 min, AFROTAK TV cyberNomads
- TheBlackBook 2.0. Generation Repair. Transnationale Dialoge Namibia Deutschland, Hg: Adetoun Küppers-Adebisi & Michael Küppers-Adebisi Verlag: AFROTAK TV cyberNomads, Berlin, ISBN 978-3-9825249-0-0, 2023